# Anthene syllidus
Anthene syllidus är en fjärilsart som beskrevs av Jacob Hübner 1816. Anthene syllidus ingår i släktet Anthene och familjen juvelvingar. Inga underarter finns listade i Catalogue of Life.